# トレンディガール
『トレンディガール』は、私立恵比寿中学の13枚目のシングル（インディーズを含めると通算19枚目）である。2019年6月5日にSME Recordsから発売された。

## 概要
- 前作『でかどんでん』以来1年ぶりのシングル。

- 完全生産限定盤A、完全生産限定盤B、通常盤の3形態での発売。完全生産限定盤の両方と初回仕様の通常盤にはトレーディングカード（全8種のうち1種ランダム）が封入されている[2]。

- 作詞、作曲をゲスの極み乙女。の川谷絵音が務めた「トレンディガール」、「あなたのダンスで騒がしい」他を収録。

- 同グループが主演を務めるABCテレビ・テレビ朝日 ドラマL『神ちゅーんず 〜鳴らせ!DTM女子〜』の主題歌として「トレンディガール」、挿入歌として「あなたのダンスで騒がしい」が、アサヒ飲料「カルピス」ブランド100周年企画「タナバタノオト」のタイアップソングとして「結ばれた想い」が起用されている[3]。

- 発売前の5月18日には、「トレンディガール」、「あなたのダンスで騒がしい」の先行配信が開始。先行配信では、ドラマ内で披露されている中山莉子が演じる「永莉テイラー」のソロバージョンも収録。

## 収録曲
（私立恵比寿中学：真山りか、安本彩花、星名美怜、柏木ひなた、小林歌穂、中山莉子）

### 完全生産限定盤A
1. トレンディガール
作詞・作曲・編曲：川谷絵音、ストリングスアレンジ：ちゃんMARI
ABCテレビ・テレビ朝日 ドラマL『神ちゅーんず 〜鳴らせ!DTM女子〜』主題歌
2. 結ばれた想い
作詞・作曲・編曲：さなり
アサヒ飲料「カルピス」ブランド100周年企画「タナバタノオト」タイアップソング
16歳（制作当時）のラッパー「さなり」による楽曲[4]
振付をメンバーの柏木ひなたが担当
3. トレンディガール（Less Vocal）
4. 結ばれた想い（Less Vocal）

### 完全生産限定盤B
1. トレンディガール
2. 青い青い星の名前
作詞：高橋久美子、作曲 : 太田雄大、編曲：湯浅篤
毎夏恒例の野外コンサート「エビ中 夏のファミリー遠足 略してファミえん 令和元年 in 山中湖」（2019年8月17日開催）テーマソング
3. トレンディガール（Less Vocal）
4. 青い青い星の名前（Less Vocal）

### 通常盤
1. トレンディガール
2. あなたのダンスで騒がしい
作詞・作曲・編曲：川谷絵音
ABCテレビ・テレビ朝日 ドラマL『神ちゅーんず 〜鳴らせ!DTM女子〜』挿入歌
3. トレンディガール（Less Vocal）
4. あなたのダンスで騒がしい（Less Vocal）

## リリース日一覧
| 地域 | リリース日   | レーベル    | 規格                 | カタログ番号                |
| ---- | ------------ | ----------- | -------------------- | --------------------------- |
| 日本 | 2019年6月5日 | SME Records | CD（マキシシングル） | SECL3438（完全生産限定盤A） |
| 日本 | 2019年6月5日 | SME Records | CD（マキシシングル） | SECL2439（完全生産限定盤B） |
| 日本 | 2019年6月5日 | SME Records | CD（マキシシングル） | SECL2440（通常盤）          |

## 参加ミュージシャン
トレンディガール
- Produced by 川谷絵音
- Drums：柏倉隆史 (toe/the HIATUS)
- Bsss：休日課長 (ゲスの極み乙女。/DADARAY/ichikoro)
- Guitar：景山奏 (Nabowa/ichikoro)
- Keyboard：ちゃんMARI (ゲスの極み乙女。/DADARAY/ichikoro)
- 1st.Violin：牛山玲名
- 2nd.Violin：田島華乃
- Vilola：館泉礼一
- Cello：関口将史
- Programming：PARKGOLF

あなたのダンスで騒がしい
- Produced by 川谷絵音
- Drums：柏倉隆史 (toe/the HIATUS)
- Bsss：休日課長 (ゲスの極み乙女。/DADARAY/ichikoro)
- Guitar：景山奏 (Nabowa/ichikoro)
- Keyboard：ちゃんMARI (ゲスの極み乙女。/DADARAY/ichikoro)
- Programming：PARKGOLF

結ばれた想い
- All Tracks Performed：さなり

青い青い星の名前
- All Tracks Performed：湯浅篤